# Delta de l'Èbre

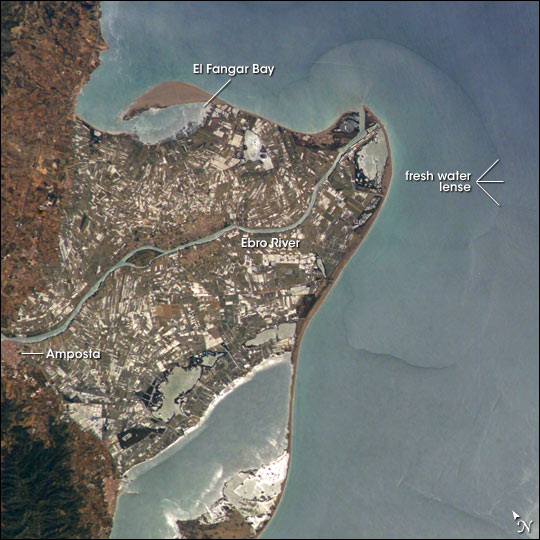
Vue satellite du delta de l'Èbre (NASA, 2004).

Le delta de l'Èbre est la plaine sédimentaire formée par les alluvions déposées au fil des siècles par le fleuve espagnol à son embouchure dans la mer Méditerranée au sud de la Catalogne.

## Géographie

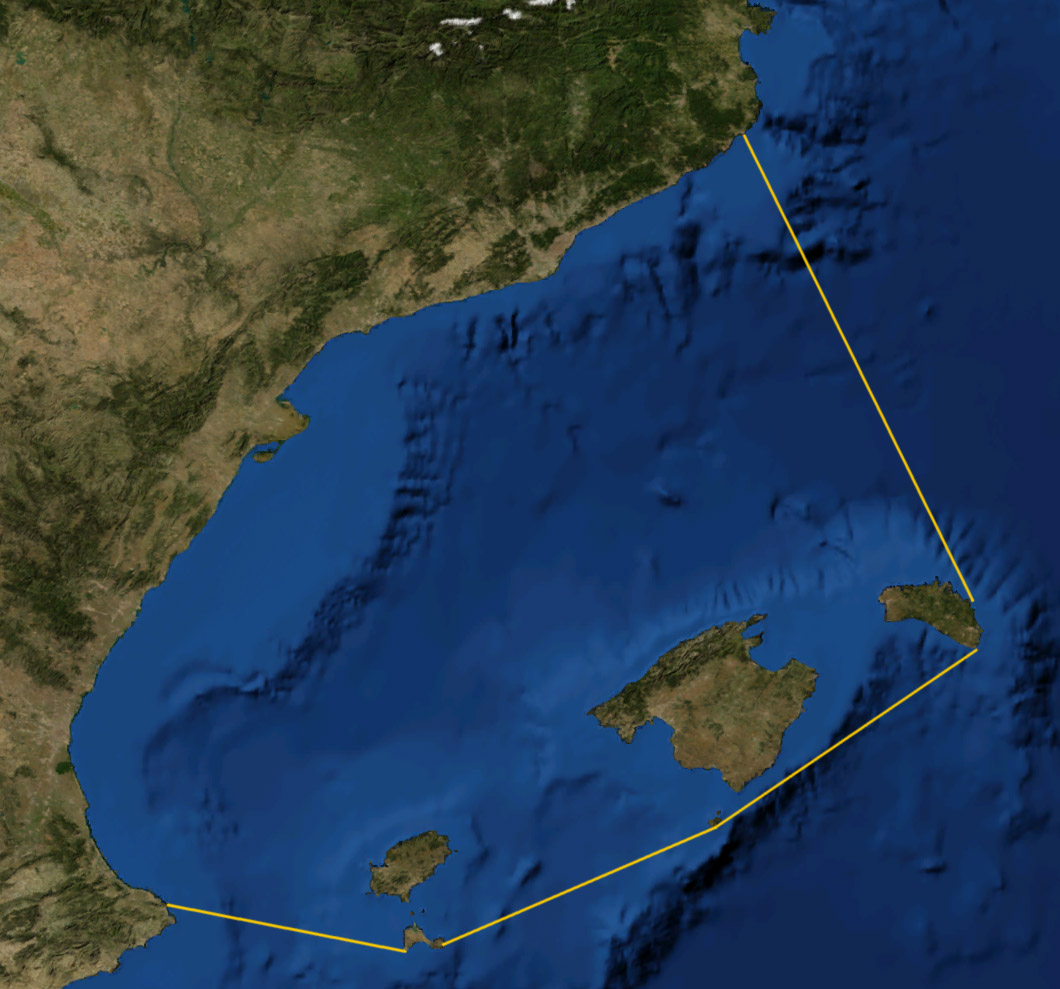
Le delta de l'Èbre, au centre de la bordure occidentale de la mer des Baléares.

Le delta de l'Èbre se trouve à 174 km de Barcelone, sur la côte méditerranéenne espagnole, à l'extrémité sud de la communauté autonome de Catalogne, dans la province de Tarragone et la nouvelle viguerie (es) des Terres de l'Ebre. Les communes de L'Ampolla, Camarles et Deltebre, de la comarque de Baix Ebre, et celles d'Amposta, Sant Carles de la Ràpita et Sant Jaume d'Enveja, de la comarque de Montsià, sont situées sur son territoire partagé entre les deux entités. Ses côtes, Costa Daurada au nord et del Azahar au sud, délimitées par le cap de Tortosa (es) à la pointe de l'île de Buda, sont baignées par les eaux du golfe de Sant Jordi (es) au nord et du golfe de Valence (es) au sud, en bordure occidentale de la mer des Baléares.
Sa superficie en triangle flanqué de deux péninsules — celle du Fangar (ca), la plus petite, au nord, portant le phare du même nom, et celle, plus grande, de la Banya (es), au sud — lui donnant la forme d'une flèche, est de 330 km2 (2 000 km2 avec la partie immergée). Son étendue est de 30 km de L'Ampolla au nord à Sant Carles de la Ràpita au sud, prenant en compte la pointe de la Banya, et de 30 km d'Amposta à l'ouest à l'île de Sant Antoni (ca), qui forme la pointe du triangle avec l'île de Buda, à l'est. L'Èbre s'écoule au centre, d'ouest en est, son bras principal partageant le delta en deux zones de superficie sensiblement égale, 64 % pour la zone sud, elle-même divisée par des bras secondaires du fleuve en plusieurs zones, le delta sud proprement dit, l'île de Gràcia, intérieure, et celle de Buda, en périphérie. Il se jette dans la méditerranée par la gola de Tramuntana au nord de l'île de Buda et par celle de Migjorn au sud de l'île.

## Géologie

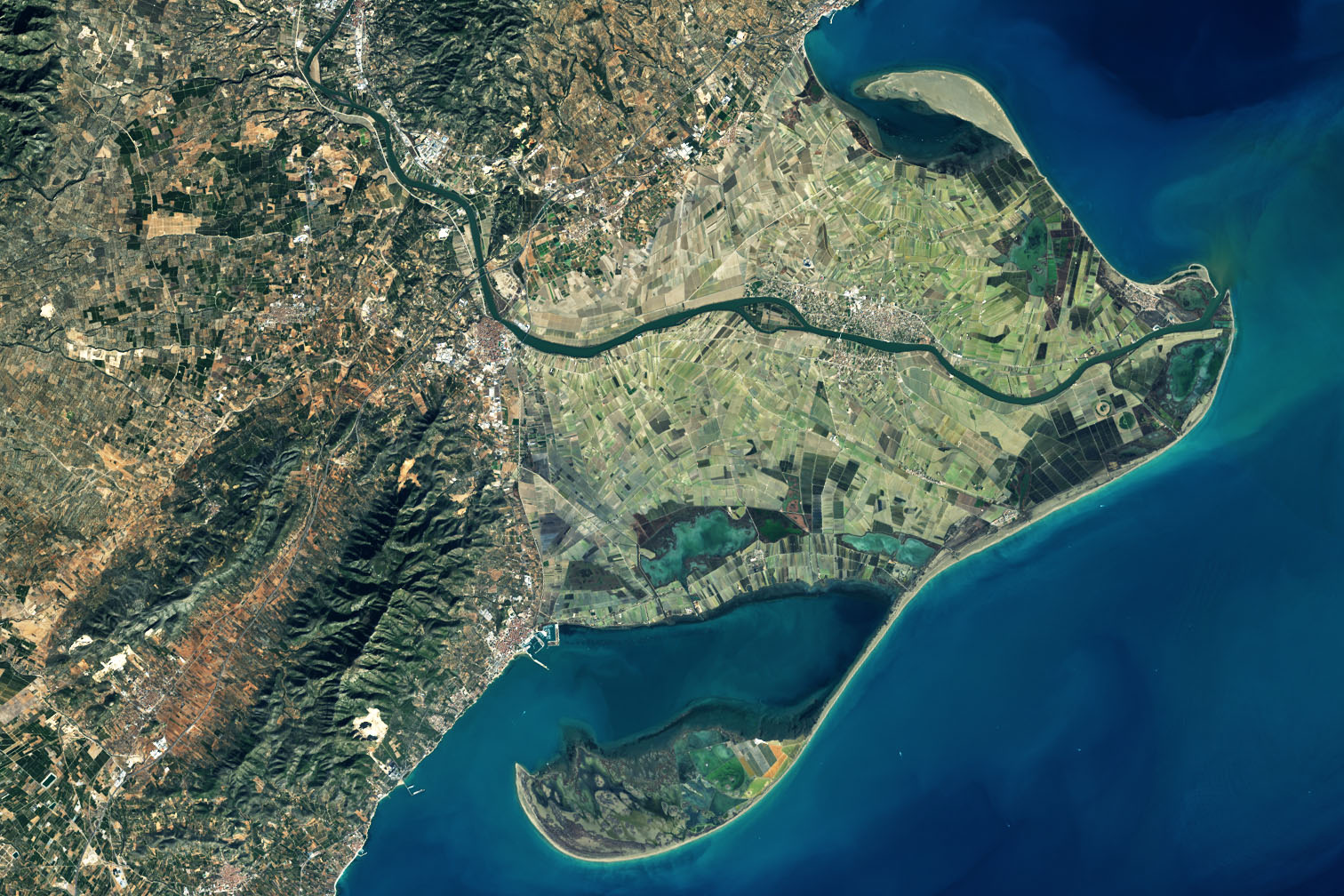
Le Delta de l'Èbre (photo satellite Landsat de 2018)

Après un cours de 928 km, l'Èbre dépose depuis des millénaires trois millions de tonnes de limon par an à son embouchure. Pendant des millénaires, ces dépôts n'ont eu aucune incidence sur la forme du littoral dont la morphologie actuelle résulte de l'augmentation significative des apports de sédiments provoquée au XVe siècle par le déboisement intensif du bassin versant du fleuve : la conquête des Amériques nécessitait la construction de bateaux. C'est à cette époque que les terres émergées ont gagné sur la mer, faisant du delta cette large plaine dont seulement 10 % des terres culminent à plus de 2 mètres.
Dès lors, phénomènes physiques naturels et action de l'homme vont se conjuguer pour constituer le delta de l'Èbre. Tout d'abord, l'irrégularité des apports du fleuve, les tempêtes, les variations du niveau de la mer, l'action du vent de nord-ouest (le mestral ou cerç) repoussant le sable, modèlent patiemment sa morphologie. Au XVIIe siècle le fleuve se scinde en un bras nord et un bras sud, créant l'île de Buda (1 231 ha). Il se sépare encore au centre de la plaine pour donner naissance à l'île de Gràcia (1,2 km de long, 123 ha). Au XVIIIe siècle sa morphologie actuelle est déjà acquise. Le peu d'exploitation humaine lors des premiers siècles de son existence (chasse, pêche, pâturages, commerce des sangsues, des cendres de soude, du sel, de la réglisse, des roseaux, des joncs) et les foyers de peuplement très éphémères (les premières barracas) ne suffisent pas à la modifier.
En 1852, la Real Compañía de canalización y riegos del Ebro reprend la construction du Canal de la rive droite de l'Èbre (es) abandonné et comblé par la vase. Destiné à l'irrigation pour la culture du riz, il fonctionne à partir de 1860, date à laquelle il est prolongé jusqu'à l'île de Buda. En 1908, la même opération est réalisée sur la rive gauche (es). En 1915 le bras sud disparaît, colmaté par les sédiments. Celui du nord avance alors de 18 km. Les crues de 1937 donnent naissance à l'île Sant Antoni (133 ha). Les années 1940 voient la formation du delta s'inverser avec l'érosion de la pointe et le comblement de la bordure. En 1955, l'action de l'homme s'accélère avec la colonisation et la création du village de Poblenou del Delta (es) (anciennement Villafranco del Delta) par l'Instituto Nacional de Colonización (es). Entre 1971 et 1981 la surface cultivée est augmentée de 7,5 % par assèchement des basses et des aiguamolls. Enfin, la puissance du fleuve est telle qu'il provoque, lors de l'hiver 1987/1988, la réouverture du bras sud colmaté 70 ans plus tôt. Depuis la construction de 200 barrages répartis sur le cours de l'Èbre, seuls 5 % des alluvions charriées par le fleuve rejoignent désormais le delta.

## Infrastructures
Outre les routes, la plaine est sillonnée de canaux permettant les déplacements entre les parcelles cultivées. Trois ports sont ouverts dans le delta et un quatrième à l'embouchure. Un pont relie l'île de Gràcia au sud du delta, la liaison avec le nord s'effectuant par transbordeurs.

## Population
Outre les communes de L'Ampolla, Camarles, Amposta et Sant Carles de la Ràpita en périphérie, se trouvent, sur la rive droite, le village de Sant Jaume d'Enveja et celui de Poblenou del Delta (es) (280 habitants, 450 l'été) ; sur la rive gauche, le village de Deltebre comprend l'île de Gràcia. Le reste du delta est constitué d'un habitat dispersé de barracas et de maisons à un étage. Au total le delta de l'Èbre compte 50 000 habitants dont 15 000 dans le delta proprement dit et 35 000 à la périphérie.

## Économie
L'économie du delta est principalement constituée par les activités primaires qui font vivre 6 000 foyers et créent un bénéfice annuel de cent millions d'euros.
80 % de la superficie de la plaine sont consacrés aux cultures. Le reste, protégé par le Parc naturel, est constitué de lagunes (Calaix Gran et Calaix de Mar à Buda, Alfacada et Encanyissada au sud et Gatxal au nord), roselières, jonchères, marais saumâtres et bancs de sable (partie orientale de Buda et Sant Antoni). De nombreux sequies (canaux d'irrigation) et desaigües (canaux d'évacuation) et autres types de drainage et systèmes de pompage favorisent les cultures. 24 500 ha sur 32 000 sont consacrés aux cultures dont 22 000 de façon intensive. 60 % concernent la riziculture qui produit dans les llacs, les rizières inondées, 120 000 tonnes par an soit le tiers de la production du pays,.
Pour le reste on trouve des primeurs et des cultures maraîchères (artichauts, laitues) à hauteur de 20 %, des agrumes et arbres fruitiers pour 4 % (sur l'île de Gràcia), des céréales pour 2 % (sur les parties les plus hautes). Les minifundios représentent 93 % des exploitations de moins de 5 ha pour 30 % de la surface agricole. 1 % d'exploitations de plus de 25 ha occupent 50 % de la surface totale. Les parcelles, tancats ou quadres, sont limitées par des talus et bordés par canaux. L'élevage des volailles complètent l'économie familiale. On trouve aussi quelques porcs, moutons, vaches laitières, et taureaux de combat,.
Après la riziculture, la pêche est l'activité principale avec 9 000 tonnes soit 15 % de la pêche maritime catalane. Elle est complétée par la pisciculture et la conchyliculture (domaine de l'Encanyissada : 555 ha de terres émergées et 395 ha de surfaces inondables, et anciens marais salants de Negret et de Sant Antoni) pour 3 000 tonnes. La Confraria de Pescadors de Sant Pere de Tortosa dispose d'un droit de pêche exclusif dans les lagunes du delta qui représente 100 000 kg par an,.
L'activité touristique est en développement depuis la création du parc en 1983 : hôtels (à Sant Carles de la Ràpita), villas, campings, restaurants, promenades en bateau, lotissements résidentiels, (à Riomar) attirent chaque année 800 000 simples visiteurs ou vacanciers, principalement allemands et hollandais pour les touristes étrangers,.
On trouve une seule industrie dans le delta : l’exploitation de sel marin aux salines de la Trinitat pour 70 000 tonnes par an.

## Iconographie

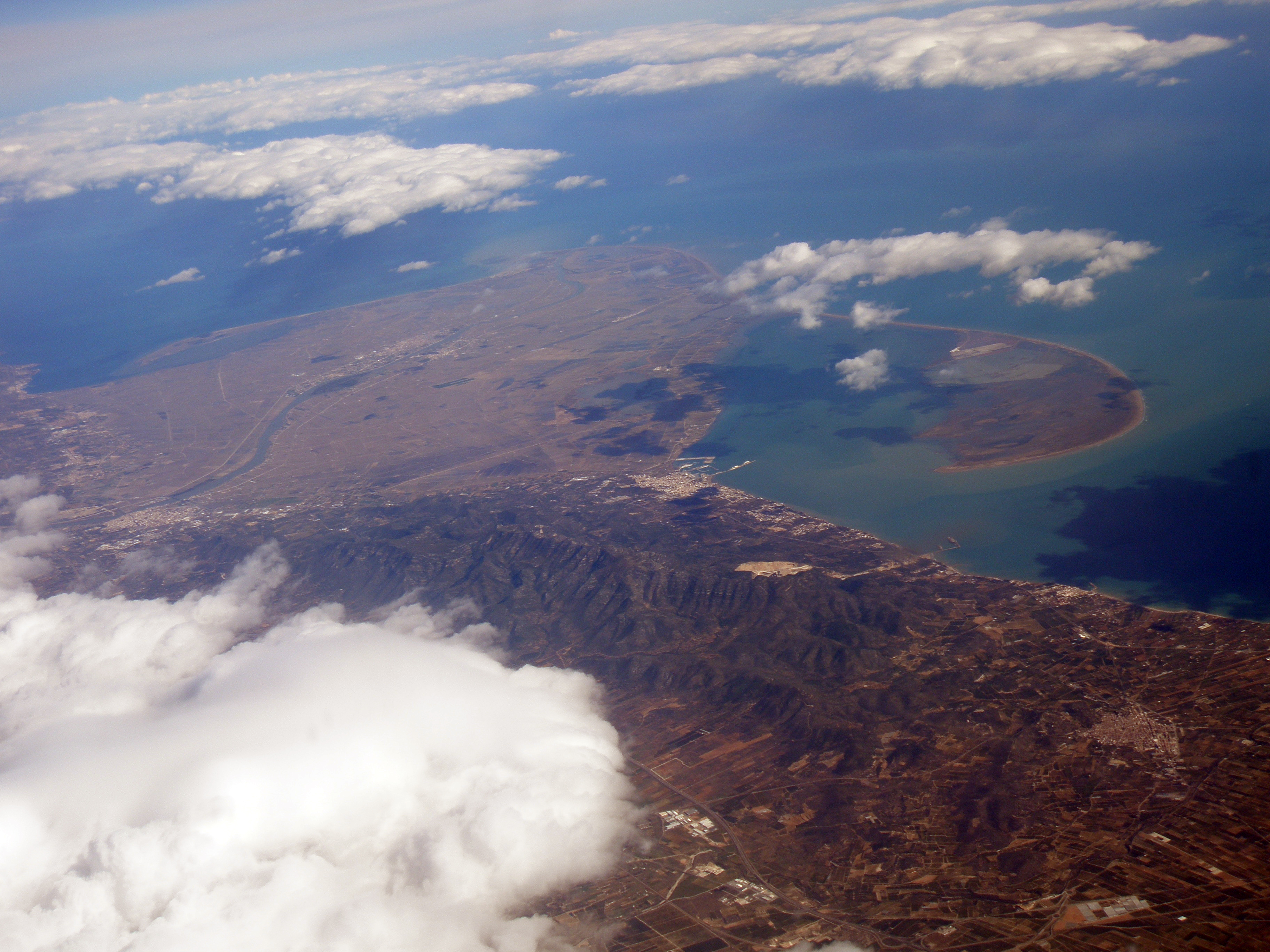
Le delta de l'Èbre vu d'avion (2009).
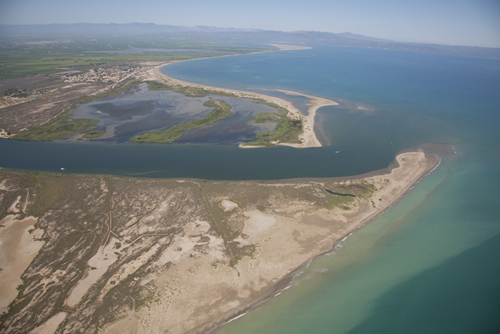
Vue aérienne de l'embouchure de l'Èbre (2012).
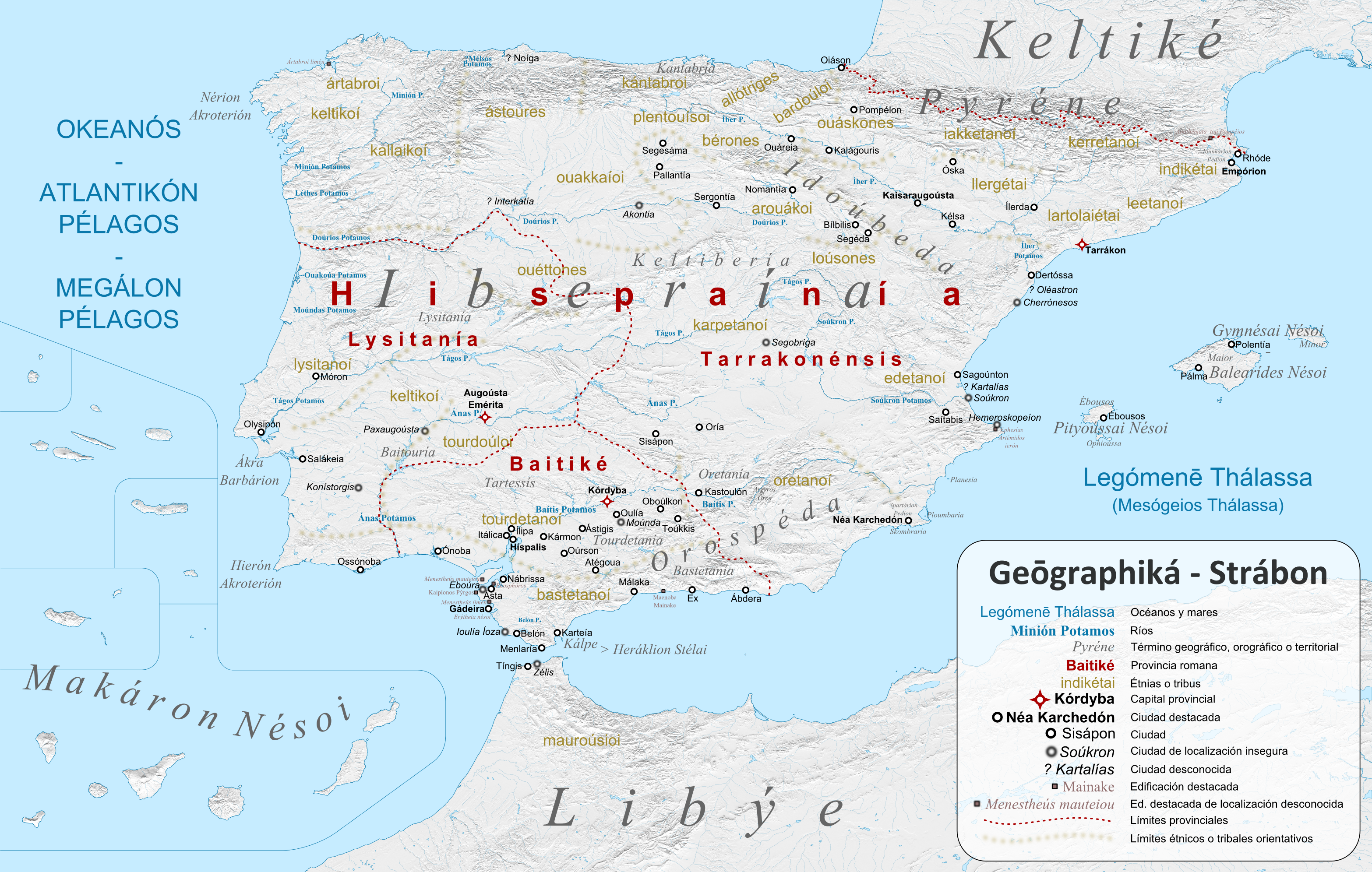
Carte de la péninsule Ibérique selon la Géographie de Strabon (~7 apr. J.-C.) : le fleuve Iber n'a pas encore formé de delta.
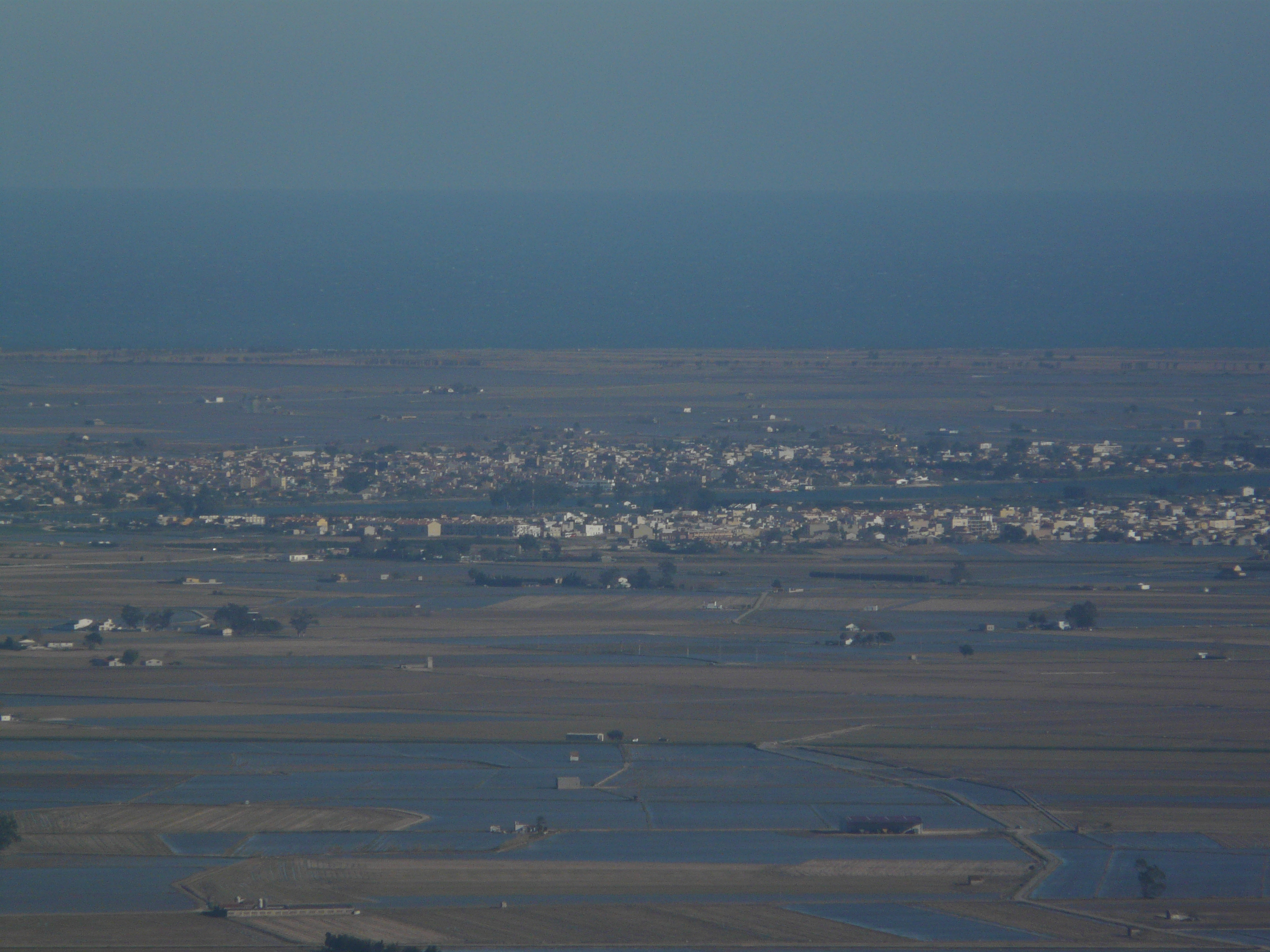
Villages dans le delta de l'Èbre (2012).
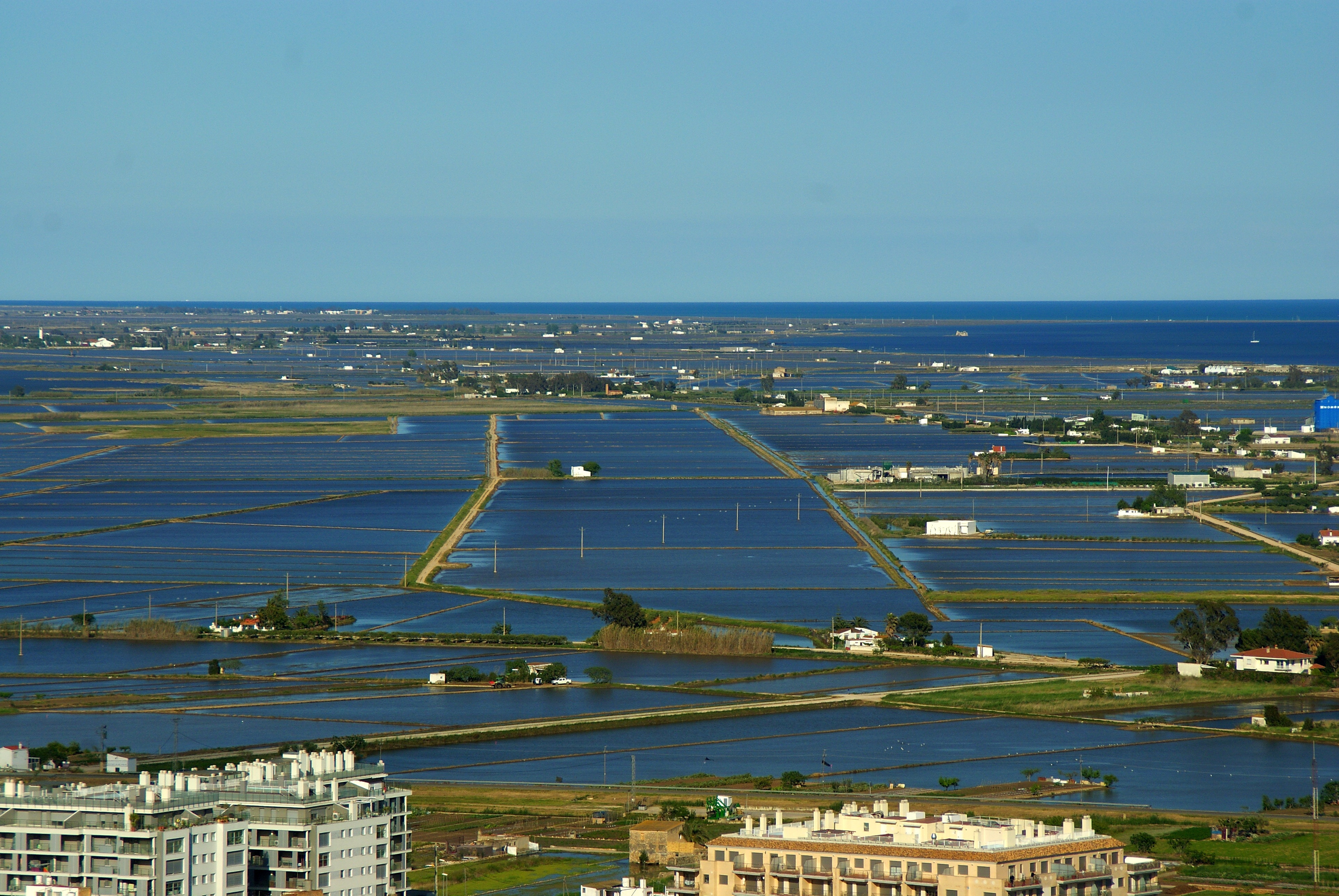
Rizières inondées dans le delta de l'Èbre (2013).
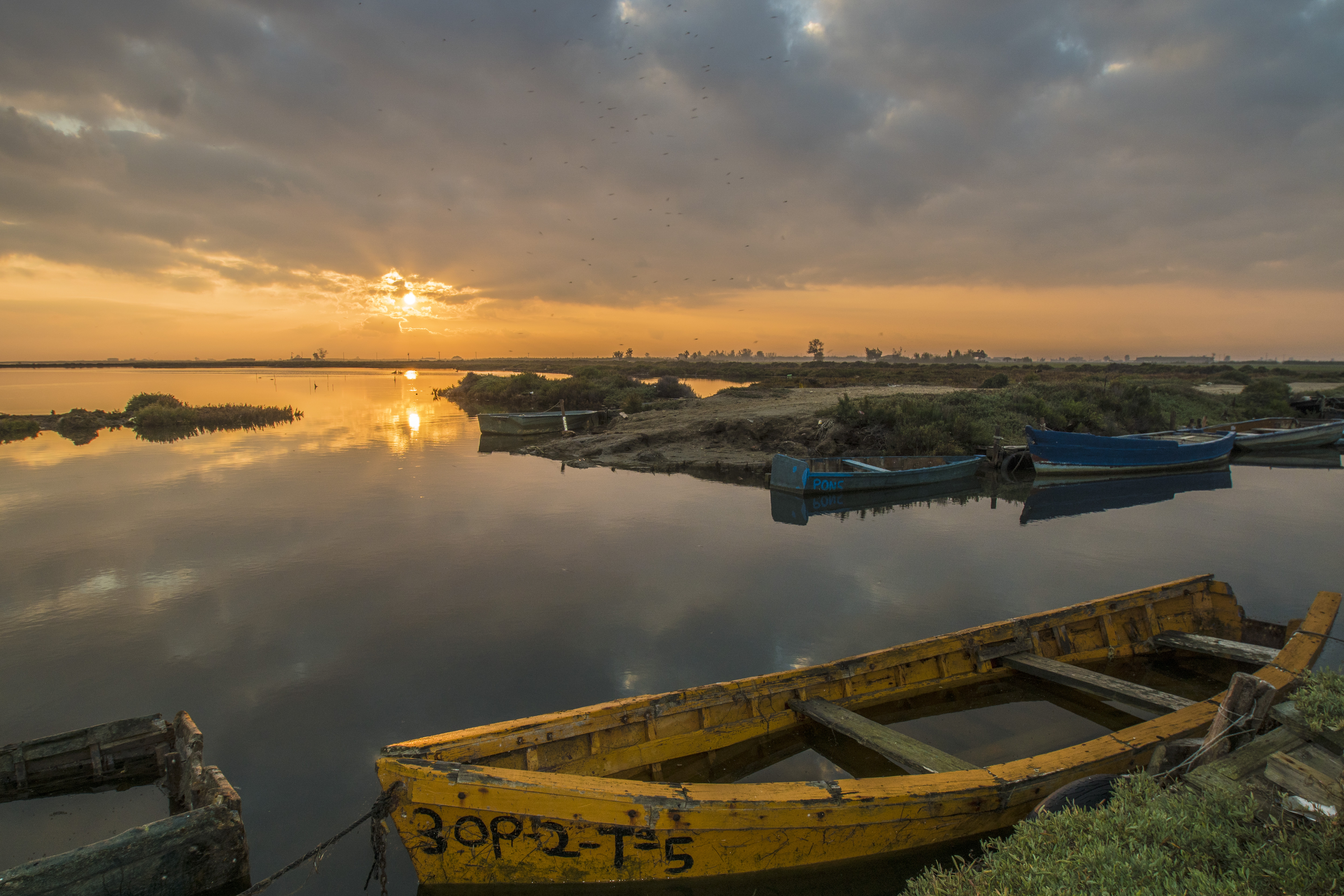
Dans le delta. Octobre 2016.

## Sitographie
- (fr) Sara Fernandez, Jean Verdier, « Ailleurs en Europe – L’Espagne et son eau : si proche, si loin », in Revue SET no 11, p. 8-11, 2013[5]
- (fr) Marie François, « La pénurie d’eau en Espagne : un déficit physique ou socio-économique ? », in Géocarrefour, vol. 81/1, 2006[6]
- (fr) Assemblée parlementaire du Conseil de l'Europe, « La protection des deltas européens »[7], proposition de résolution[8], rapport[2] et résolution no 1444, Lisbonne, 6 juin 2005[9]
- (fr) Susanna Abella, Jesus Sorribes, Silvia Panisello, Jose Lluis Naredo, Pedro Arrojo, traduction Valérie Valette, « Le plan hydrologique national (PHN) espagnol et l'opposition civile au transfert d'eau du fleuve de l'Èbre vers d'autres bassins hydrologiques », in Sauvons le delta de l'Èbre, RiverNet, février 2002[10]